# Basiònim

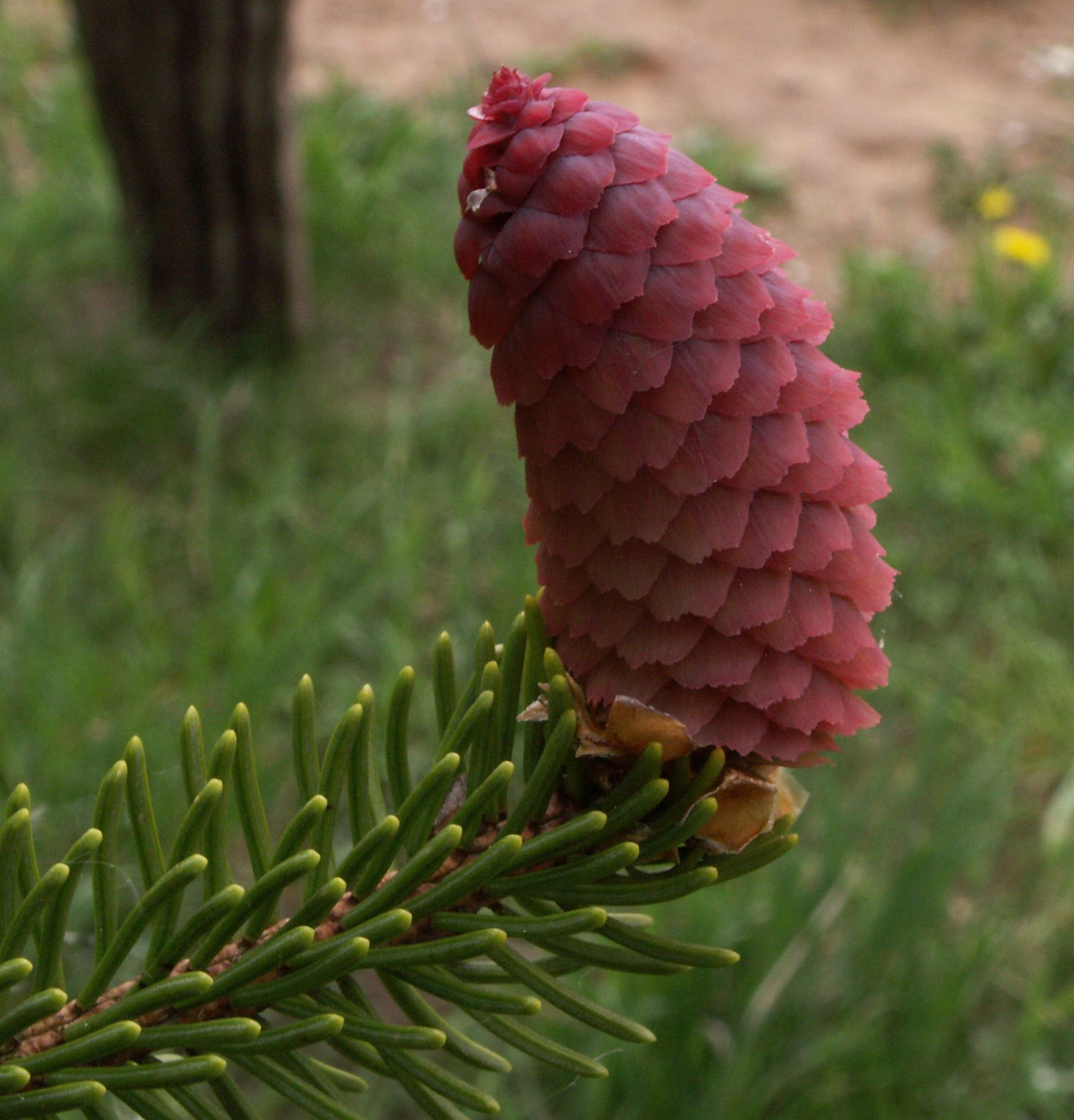
Picea abies

Un basiònim és el nom científic sinònim utilitzat en nomenclatura botànica per a referir-se a una mateixa espècie.
Per exemple, l'avet roig fou batejat en un principi per Carl von Linné amb el nom de Pinus abies L. Però posteriorment el botànic Karsten el va canviar a Picea abies (L.) H.Karst. Per tant, Pinus abies L. és el basiònim de Picea abies (L.) H.Karst.
Un basiònim no ha de ser necessàriament el primer nom publicat del tàxon. Un basiònim no pot existir per si sol, sempre ha d'existir en conjunció amb el nom del qual és basiònim.